# Hybomitra flavicoma
Hybomitra flavicoma är en tvåvingeart som beskrevs av Wang 1981. Hybomitra flavicoma ingår i släktet Hybomitra och familjen bromsar. Inga underarter finns listade i Catalogue of Life.